# Unione Sportiva Bagnolese 1925-1926
Questa pagina raccoglie i dati riguardanti l'Unione Sportiva Bagnolese nelle competizioni ufficiali della stagione 1925-1926.

## Divise
| Casa | Trasferta |

## Rosa
| N. |                   | Ruolo | Calciatore        |
| -- | ----------------- | ----- | ----------------- |
|    | Italia (bandiera) | P     | Ariante           |
|    | Italia (bandiera) | P     | Gennaro Finizio   |
|    | Italia (bandiera) | D     | Giuseppe Lobianco |
|    | Italia (bandiera) | D     | Aniello Zita      |
|    | Italia (bandiera) | C     | Piccolo           |
|    | Italia (bandiera) | C     | Nicola Cassese    |
|    | Italia (bandiera) | C     | Tiburzi           |
|    | Italia (bandiera) | C     | Augusti           |

| N. |                     | Ruolo | Calciatore      |
| -- | ------------------- | ----- | --------------- |
|    | Italia (bandiera)   | A     | Invorio         |
|    | Italia (bandiera)   | A     | Parascandolo    |
|    | Germania (bandiera) | A     | Willy Kargus    |
|    | Italia (bandiera)   | A     | Angelo Parodi   |
|    | Italia (bandiera)   | A     | Pietro Polisano |
|    | Italia (bandiera)   | A     | Cavaliere       |
|    | Italia (bandiera)   | A     | Canterini       |
|    | Italia (bandiera)   | A     | Palmieri        |

## Risultati

### Prima Divisione

#### Girone campano

##### Girone di andata
| Arbitro: | Barionovi (Roma) |

|                                    |           |                   |
| Ferrari 9’, 16’ Sallustro 43’, 75’ | Marcatori | 30’, 60’ Polisano |

| Arbitro: | Mollichelli (Napoli) |

|                               |           |                      |
| Ippolito 18’ Villani 80’, 86’ | Marcatori | 30’ (rig.) Cassese I |

| Arbitro: | Trama (Torre Annunziata) |

|                                             |           |  |
| Lobianco 35’ Parascandolo 43’ Cassese I 84’ | Marcatori |  |

| 20 dicembre 1925 4ª giornata |  | – Turno di riposo |  |  |

| Caserta 27 dicembre 1925 5ª giornata | Casertana                         | 0 – 2 A tav. | Bagnolese | \| Arbitro: \| Pauzano (Castellammare di Stabia) \| |
| Arbitro:                             | Pauzano (Castellammare di Stabia) |              |           |                                                     |

##### Girone di ritorno
| Arbitro: | Galassi (Roma) |

|            |           |             |
| Parodi 77’ | Marcatori | 53’ E.Ghisi |

| Arbitro: | Barionovi (Roma) |

|                                          |           |  |
| Parodi 9’, 25’, 41’, 42’, 77’ Kargus 63’ | Marcatori |  |

| Arbitro: | Tisei (Tivoli) |

|  |           |                                  |
|  | Marcatori | 30’ Kargus 40’, 43’ Parascandolo |

| 21 gennaio 1926 9ª giornata |  | – Turno di riposo |  |  |

| Arbitro: | Petrolo (Roma) |

|                                      |           |  |
| Parascandolo 2’ Cassese I 13’ (rig.) | Marcatori |  |

### Semifinali di Lega Sud - girone B

#### Girone di andata
| 14 marzo 1926 1ª giornata |  | – Turno di riposo |  |  |

| Arbitro: | Celano (Roma) |

|  |           |                             |
|  | Marcatori | 20’ Kargus 59’ Parascandolo |

| Arbitro: | Fornarelli (Bari) |

|                                           |           |           |
| Parascandolo 15’ Cassese 80’ Polisano 90’ | Marcatori | 47’ Negri |

| Arbitro: | Cugnini (Ancona) |

|                             |           |                                  |
| Scioscia 8’ Bukovi 30’, 68’ | Marcatori | 86’, 88’ Parascandolo 90’ Kargus |

| Arbitro: | Battucci (Ancona) |

|              |           |            |
| Mongelli 61’ | Marcatori | 47’ Kargus |

##### Girone di ritorno
| 2 maggio 1926 6ª giornata |  | – Turno di riposo |  |  |

| Arbitro: | Mastroserio (Bari) |

| |           |  |
| Venanzetti 25’ (aut.) Morresi I 32’ (aut.) Polisano 48’, 52’ Parascandolo 63’, 72’ Parodi 77’ Poloni I 83’ (aut.) | Marcatori |  |

| Palermo 6 giugno 1926 8ª giornata | Palermo | 0 – 2 A tav. per forfait | Bagnolese | Stadio Ranchibile |

| Arbitro: | Cugnini (Ancona) |

|                             |           |                                  |
| Scioscia 8’ Bukovi 30’, 68’ | Marcatori | 86’, 88’ Parascandolo 90’ Kargus |

| Arbitro: | Bellucci (Roma) |

|                 |           |             |
| Kargus 53’, 56’ | Marcatori | 50’ Cazzato |

## Statistiche

### Statistiche di squadra
| Competizione                                 | Punti | In casa | In casa | In casa | In casa | In casa | In casa | In trasferta | In trasferta | In trasferta | In trasferta | In trasferta | In trasferta | Totale | Totale | Totale | Totale | Totale | Totale | DR  |
| Competizione                                 | Punti | G       | V       | N       | P       | Gf      | Gs      | G            | V            | N            | P            | Gf           | Gs           | G      | V      | N      | P      | Gf     | Gs     | DR  |
| -------------------------------------------- | ----- | ------- | ------- | ------- | ------- | ------- | ------- | ------------ | ------------ | ------------ | ------------ | ------------ | ------------ | ------ | ------ | ------ | ------ | ------ | ------ | --- |
| Prima Divisione-Campania                     | 11    | 4       | 3       | 1       | 0       | 12      | 1       | 4            | 2            | 0            | 2            | 8            | 7            | 8      | 5      | 1      | 2      | 20     | 8      | +12 |
| Prima Divisione-Semifinali Lega Sud-Girone B | 12    | 4       | 3       | 0       | 1       | 14      | 4       | 4            | 2            | 2            | 0            | 8            | 4            | 8      | 5      | 2      | 1      | 22     | 8      | +14 |

### Statistiche dei giocatori
| Giocatore      | Prima Divisione | Prima Divisione |
| Giocatore      | Presenze        | Reti            |
| -------------- | --------------- | --------------- |
| Ariante        | 5               | -7              |
| Augusti        | 4               | 0               |
| Canterini      | 4               | 0               |
| N. Cassese (I) | 14              | 4               |
| Cavaliere      | 1               | 0               |
| G. Finizio     | 10              | -11             |
| Invorio        | 15              | 0               |
| W. Kargus      | 10              | 7               |
| G. Lobianco    | 15              | 1               |
| Palmieri       | 2               | 0               |
| Parascandolo   | 15              | 11              |
| A. Parodi      | 15              | 7               |
| Piccolo        | 15              | 0               |
| Polisano       | 13              | 5               |
| Tiburzi        | 12              | 0               |
| Zita           | 15              | 0               |